# Manuel Morais
Manuel Morais   (Lisboa, 16 de gener de 1943) és un professor, músic i musicòleg portuguès.

## Biografia
Manuel Morais va néixer a Lisboa el 1943. És corder d'antics instruments de corda pinçada i musicòleg. El seu aprenentatge musical va començar, als nou anys, quan era un noi del cor a l'església de "S. João Deus", a Lisboa. Posteriorment, al Conservatori Nacional de Lisboa, va estudiar amb els professors Emilio Pujol (Viola i instruments de corda antics), Macario Santiago Kastner (Musicologia i Interpretació de la música antiga) i Constança Capdeville (Composició). Membre de la Fundació Calouste Gulbenkian, es va especialitzar a Espanya i Suïssa amb els professors Emilio Pujol i Eugen M. Dombois, Llaüt i instruments similars (Violes de quatre, cinc i sis cordes i Tiorba), a la famosa Schola Cantorum Basiliensis, Basilea, Suïssa i Musicologia amb Raymond Meylan (Universitat de Zuric).
Manuel Morais funda i dirigeix, des de 1972, el grup Segréis de Lisboa, que té una formació variable de cantants i instrumentistes, la preocupació essencial de la qual és reviure la música ibèrica antiga (portuguesa i espanyola) dels segles XIII-XIX amb possible autenticitat, basada en interpretacions històricament informades. Amb aquest grup ha realitzat nombrosos concerts a Europa (Espanya, França, Itàlia, Gran Bretanya, Suïssa, Alemanya, Dinamarca, Polònia, Estònia, Letònia i Lituània), als Estats Units d'Amèrica (Nova York, Washington, Austin, Texas), al Brasil (Rio de Janeiro, São Paulo, Porto Alegre, Rio Grande do Sul, Curitiba i Canela), a Bolívia (Santa Cruz i Misiones de Chiquitos), La Xina (Macau) i l'Índia (Goa, Cochim, Nova Delhi, Bombai, Bangalor i Calcuta). Va gravar per als segells Sassetti, Philips, Erato, EMI-Valentim de Carvalho, Movieplay i Portugaler. El 1991 els Segréis de Lisboa van rebre la Medalla al Mèrit Cultural de la Secretaria d'Estat de Cultura.
Ha publicat nombrosos estudis i edicions modernes de música antiga portuguesa, tant vocal com instrumental, concretament els quatre cançoners poètics-musicals portuguesos del segle XVI: Cancioneiro Musical da Biblioteca Nacional de Lisboa (CMBN); Cançoner musical d'Elvas (CME); Cançoner musical de Belém (CMB); Cançoner musical de la Bibliothèque de l'École Nationale Supérieure des Beaux-Arts de París (CMBP). A Salamanca, Espanya, va imprimir l'obra La Obra Musical de Juan del Encina. També va publicar una col·lecció d'obres vocal-instrumentals per al teatre de Gil Vicente (pàgines 1502-1536), així com un estudi sobre Domingos Caldas Barbosa. Múzica Triat per Viola de Lereno (1799) i, en col·laboració amb Rui Vieira Nery, els diversos (bilingües, portuguesos i anglesos) Modinhas, Lunduns i Cançonetas. Acompanyat de Viola i guitarra anglesa. El 2007 va publicar una col·lecció (bilingüe, portuguès i anglès) de Motets polifònics de Goa per a la Setmana Santa (segles XIX-XX).
A l'illa de Madeira, va dur a terme una exhaustiva i minuciosa investigació del seu patrimoni musical: va identificar la polifonia de Madeira més antiga del segle xvi (en una còpia manuscrita de principis del segle XVII); va trobar un grup d'obres disperses de polifonia del segle XVII pertanyents a un llibre de faristol per a la Setmana Santa (Islhena/DRAC); va publicar un ampli i diversificat repertori, que data del 1846, per al Machete de Madeira del segle xix, de Cândido Drumond de Vasconcelos (pàg. 1840-1875, finca de lAssociação Musical União da Mocidade). Va ser responsable de la coordinació del llibre A Madeira ea Música: Estudis (c.1508-c.1974), publicat per "Funchal 500 Anos", a l'octubre del 2008. Per aquest treball va contribuir a un ampli estudi titulat Achegas per a la història de la música a Madeira (cap al 1584- cap al 1897: Instruments populars arrencats a Madeira) i "Alguns rastres de la història de la música a Madeira de P. de Wakcel" (amb notes ampliades de Manuel Morais) A l'arxipèlag de Madeira, també ha realitzat treballs de camp sobre els cordòfons de la mà de Madeira (matxet/braguinha, matxet rajão/rajão i viola d'arame) i Charamba. Dos nous manuscrits de Madeira per a matxets del segle xix estan a punt per editar-se (un que pertany a la finca de Carlos M. Santos, que ara es troba a l'Associació Musical Xarabandai un altre d'un Fons privat de Madeira). El 2010 va crear "Quinteto Drumond de Vasconcelos", amb la finalitat de promoure el repertori musical de Madeira. Amb aquest grup ha realitzat concerts a Funchal, Machico i Porto Santo, així com a Algèria, al "Festiv Algerie". Per a la Secretaria Regional d'Educació i Cultura/Oficina de Coordinació Artística de Madeira-Funchal, va gravar dos CD-ROM + Àudio, titulats "O Machete Madeirense al segle XIX" i "Um Sarau Musical al segle xix de Funchal". El 19 de febrer de 2013 va ser homenatjat, a Funchal, pel secretari d'Educació i Cultura, per la seva tasca en favor de la música a la regió autònoma de Madeira.
A l'arxipèlag de les Açores va fer un estudi, un estudi i una catalogació de les seves Violes d'arame, concretament la del tipus micaelense (també coneguda com a Viola de Corações o Viola da Terra) i Terceira (Viola amb boca rodona, d'origen espanyol).
Entre 1972 i 1998 va ser professor de llaüt i viola al Conservatori Nacional de Lisboa. Del 1998 al 2007, va ser professor del Departament d'Arts de la Universitat d'Évora i actualment és professor associat d'aquesta universitat, continuant la seva relació amb aquesta institució d'educació superior com a investigador CHAIA. Entre els seus alumnes va tenir el granollerí Rafel Sala.
El 17 de gener de 2006, el president Jorge Sampaio li va atorgar l'Orde de l'Orde de l'infant D. Henrique pels serveis prestats a l'estudi i difusió de la música portuguesa antiga.